# 1104 Syringa
1104 Syringa è un asteroide della fascia principale del diametro medio di circa 22,1 km. Scoperto nel 1928, presenta un'orbita caratterizzata da un semiasse maggiore pari a 2,6283258 UA e da un'eccentricità di 0,3452529, inclinata di 6,43339° rispetto all'eclittica.
Il suo nome fa riferimento alle piante del genere Syringa.